# Callirhipis formosana
Callirhipis formosana là một loài bọ cánh cứng trong họ Callirhipidae. Loài này được Pic miêu tả khoa học đầu tiên năm 1912.